# Zaza (filme de 1923)
Zaza (bra Zazá) é um filme mudo norte-americano de 1923, do gênero drama romântico, dirigido e produzido por Allan Dwan, e estrelado por Gloria Swanson. É baseado na peça teatral francês de mesmo nome, contracenado em 1899 e estrelado por Mrs. Leslie Carter. Cópias do filme estão conservadas na George Eastman House e na Biblioteca do Congresso.
Uma versão anterior do filme foi lançado pela Paramount em 1915 estrelado por Pauline Frederick. Uma terceira versão, dirigido por George Cukor e estrelado por Claudette Colbert, foi lançado em 1939.

## Elenco
- Gloria Swanson - Zaza
- H. B. Warner - Bernard Dufresne
- Ferdinand Gottschalk - Duque de Brissac
- Lucille La Verne - Tia Rosa
- Mary Thurman - Florianne
- Yvonne Hughes - Nathalie, empregada da Zaza
- Riley Hatch - Rigault
- L. Rogers Lytton - Gerente de palco
- Ivan Linow - Apache